# Feredoksin:protohlorofilid reduktaza (ATP-zavisna)
Feredoksin:protohlorofilid reduktaza (ATP-zavisna) (EC 1.3.7.7, protohlorofillidna reduktaza nezavisna od svetla) je enzim sa sistematskim imenom ATP-zavisni feredoksin:protohlorofilid-a 7,8-oksidoreduktaza. Ovaj enzim katalizuje sledeću hemijsku reakciju
hlorofilid a + redukovani feredoksin + 2 ATP {\displaystyle \rightleftharpoons } protohlorofilid + oksidovani feredoksin + 2 ADP + 2 fosfat
Ova reakcija se odvija kod fotosintetičkih bakterija, cijanobakterija, zelenih algi i gimnosperma. Enzim katalizuje trans-redukciju D-prstena protohlorofilida. Produkt ima (7S,8S)-konfiguraciju.

## Literatura
- Nicholas C. Price; Lewis Stevens (1999). Fundamentals of Enzymology: The Cell and Molecular Biology of Catalytic Proteins (Third изд.). USA: Oxford University Press. ISBN 019850229X.
- Eric J. Toone (2006). Advances in Enzymology and Related Areas of Molecular Biology, Protein Evolution (Volume 75 изд.). Wiley-Interscience. ISBN 0471205036.
- Branden C; Tooze J. Introduction to Protein Structure. New York, NY: Garland Publishing. ISBN 0-8153-2305-0.
- Irwin H. Segel. Enzyme Kinetics: Behavior and Analysis of Rapid Equilibrium and Steady-State Enzyme Systems (Book 44 изд.). Wiley Classics Library. ISBN 0471303097.

## Spoljašnje veze
- Ferredoxin:protochlorophyllide+reductase+(ATP-dependent) на 